# Sant Joan Evangelista de la Salle
Sant Joan Evangelista de la Salle és la Capella de la institució del mateix nom de la ciutat de Perpinyà, a la comarca del Rosselló, de la Catalunya del Nord.
Està situada en el col·legi i institució privada de Sant Joan de la Salle, en el número 2 del carrer de Raspail, a llevant del barri de Sant Jaume de Perpinyà.